# Otto Wilhelm Löwen
Otto Wilhelm Löwen, född 2 november 1659 i Reval, död 6 augusti 1712, var en svensk militär och ämbetsman.
Han blev kapten vid livgardet 1683, överstelöjtnant vid Västerbottens regemente 1689 samt överste för Björneborgs regemente 1697 och för Upplands regemente 1698. Han utsågs till landshövding i Västerbottens län 1705 vilket han var till sin död 1712.